# 글리코실기

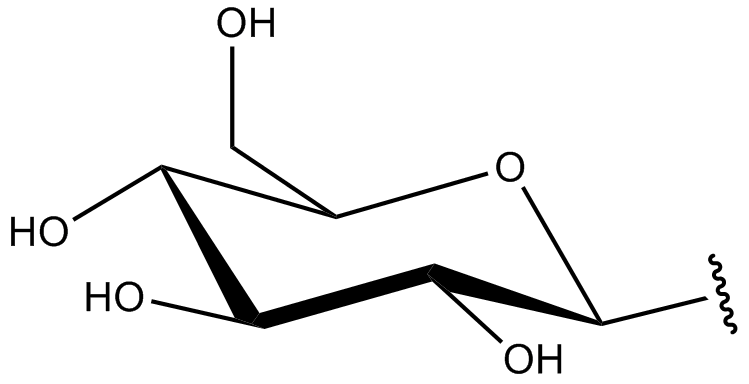
β-D-글루코피라노스로부터 헤미아세탈의 하이드록실기를 제거함으로써 얻어지는 β-D-글루코피라노실기

글리코실기(영어: glycosyl group)는 단당류의 고리형으로부터 헤미아세탈 하이드록실기를 제거함으로써 얻어지는 1가 유리 라디칼 또는 치환체 구조이다. 글리코실기는 인산과 같은 무기산과 반응하여 포도당 1-인산과 같은 에스터를 생성한다.

## 예시
셀룰로스에서 글리코실기는 1,4-β-D-글루코실 단위들로 연결되어(1,4-β-D-글루코실)n의 사슬을 형성한다. 다른 예로는 6,7-다이메틸-8-리비틸루마진의 리비틸과 글리코실아민이 있다.

## 대체 치환기

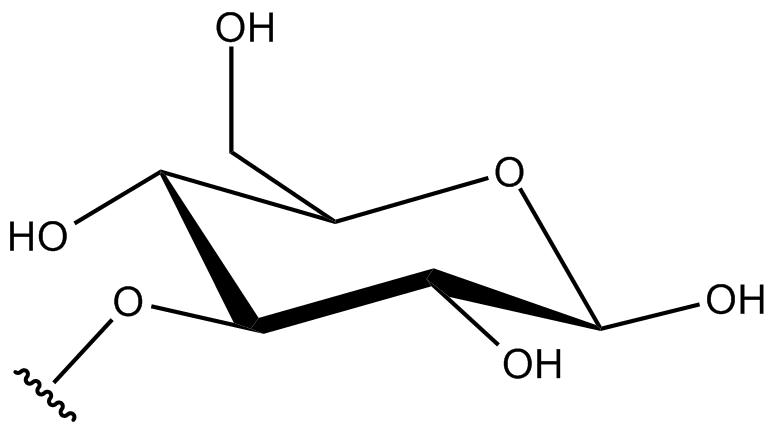
β-D-글루코피라노스의 3번 탄소(C-3)의 하이드록실기의 수소를 제거함으로써 얻어지는 β-D-글루코피라노스-3-O-일기

헤미아세탈의 하이드록시기 대신에, 헤미아세탈의 하이드록실기의 수소 원자를 제거하여 치환기를 형성할 수도 있는데, 예를 들면 글루코스 분자의 3번 탄소(C-3)의 하이드록실기의 수소가 그것이다. 이러한 치환기를 D-글루코피라노스-3-O-일 이라고 하는데, 이것은 마이파머티드라는 약에 나타난다.
최근 살아있는 생명체에서 Au3+의 검출은 C-글리코실 피렌을 사용함으로써 가능했는데, 여기서 세포막을 통한 투과성과 형광 특성을 이용하여 Au3+를 검출하였다.

## 같이 보기
- 치환기
- 작용기
- 아실기